# Elymnias kakarona
Elymnias kakarona är en fjärilsart som beskrevs av Hagen 1897. Elymnias kakarona ingår i släktet Elymnias och familjen praktfjärilar. Inga underarter finns listade i Catalogue of Life.